# Филип Марлоу
 Тази статия е за художествения герой Марлоу на Реймънд Чандлър.  За други значения вижте Марлоу.  
Филип Марлоу (на английски: Philip Marlowe) е частен детектив, главен герой на седем от книгите на Реймънд Чандлър, писани между 51-вата и 70-ата година на прочутия автор на криминални четива.
Марлоу се появява за първи път в първия роман на Чандлър, „Големият сън“ (1939). Изключително наблюдателен, почитател колкото на чашата с твърд алкохол, толкова и на шаха и поезията, изобретателен в методите и отговорите си, не особено щастлив в любовта и играта, Марлоу се превръща в емблематична фигура за жанра – същевременно циничен и великодушен самотник.
В екранни и радиодраматизации е превъплъщаван от актьори като Хъмфри Боугарт, Робърт Мичъм, Дани Глоувър, Пауърс Бут и много други.

## Външност, минало, навици
По думите на Чандлър в споменатите произведения и в частната му кореспонденция, Марлоу е около 38-годишен и 180 см висок, роден е в Санта Роза, Калифорния, учил е няколко години в университет и е работил за известно време като детектив към застрахователна агенция. Пуши Кемълс, пие уиски, бренди и коктейл „Гимлет“ („Gimlet“ в „Дългото сбогуване“) пистолетът му е Смит и Уесън. Кантората му е номер 615 на шестия етаж в Кауенга билдинг, на бул. „Холивуд“, Лос Анжелис. Кара автомобил Oldsmobile.

## Творби с участието на Марлоу
- „Finger Man“ (1934), разказ (в оригинала разказвачът е Кармади, името е сменено на Марлоу в по-късно публикуваните сборници на Чандлър)
- „Златни рибки“ (1936), разказ (в оригинала името е Кармади, сменено на Марлоу в по-късните сборници на Чандлър)
- „Червен вятър“ (1938), разказ (в оригинала името е Джон Далмас, сменено на Марлоу в по-късните сборници на Чандлър)
- „Неприятностите са моят занаят“ (1939), разказ (в оригинала името е Джон Далмас, сменено на Марлоу в по-късните сборници на Чандлър)
- „Големият сън“ (1939)
- „Сбогом, моя красавице“ (1940)
- „Високият прозорец“ (1942)
- „Дамата от езерото“ (1943)
- „По-малката сестра“ (1949)
- „Простото изкуство на убийството“ (1950) (сборник с разкази)
- Дългото сбогуване (1954)
- „Плейбек“ (1958)
- „Пудъл Спрингс“ (незавършен роман, дописан след смъртта на Чандлър през 1959 г. от Робърт Б. Паркър през 1989 г.)
- „Моливът“ (1959), разказ (последната завършена творба и първи къс разказ на Чандлър, замислен и написан с Марлоу като главно действащо лице)